# آنتونی کیم
آنتونی کیم (انگلیسی: Anthony Kim؛ زادهٔ ۱۹ ژوئن ۱۹۸۵) یک گلف‌باز اهل ایالات متحده آمریکا است.